# Hans-Peter Gies
Hans-Peter Gies (* 9. května 1947, Berlín) je bývalý východoněmecký atlet, jehož specializací byl vrh koulí.
V roce 1969 vybojoval bronzovou medaili na mistrovství Evropy v Athénách. Na stupních vítězů stanuli i další východoněmečtí koulaři Heinz-Joachim Rothenburg a Dieter Hoffmann.
V roce 1972 reprezentoval na letních olympijských hrách v Mnichově, kde skončil na čtvrtém místě jen díky horšímu druhému pokusu. V první sérii poslal kouli do vzdálenosti 21,14 m a patřila mu průběžná druhá příčka, když dál hodil jen pozdější olympijský vítěz, Polák Władysław Komar. V dalších sériích se zlepšil Američan George Woods a Hartmut Briesenick z NDR. Briesenick ve čtvrté sérii rovněž hodil 21,14 m a jelikož měl druhý lepší pokus než Gies, získal bronzovou medaili.
O čtyři roky později na olympijských hrách v Montrealu obsadil ve finále páté místo (20,47 m). Vítězem se stal Udo Beyer z NDR za výkon 21,05 m.
Jeho osobní rekord pod širým nebem má hodnotu 21,31 metru (25. srpen 1972, Postupim).